# Brandon Simpson
Brandon Simpson (* 6. September 1981 in Florida, USA) ist ein bahrainischer Sprinter jamaikanischer Herkunft.
Er gewann die Bronzemedaille mit der jamaikanischen 4-mal-400-Meter-Staffel bei drei Weltmeisterschaften: 2001 in Edmonton, 2003 in Paris und 2005 in Helsinki. Im 400-Meter-Lauf wurde er Fünfter bei den Olympischen Spielen 2004 in Athen und Sechster bei den Weltmeisterschaften 2005.
Er hat bei einer Größe von 1,83 m ein Wettkampfgewicht von 75 kg. 2006 nahm er die bahrainische Staatsangehörigkeit an.

## Persönliche Bestzeiten
- 400 m – 44,64 s (2006)